# Christian Doppler
Christian Doppler (teljes nevén Christian Andreas Doppler, magyarosan Doppler Keresztély) (Salzburg, 1803. november 29. – Velence, 1853. március 17.) osztrák matematikus és fizikus, műegyetemi tanár.

## Élete
1822-23-ban Salzburgban és a bécsi politechnikumon a fizikát és a matematikát tanulmányozta, 1829-ben a bécsi politechnikumon a matematika segédtanára, 1835-ben a prágai reáliskolán a matematika tanára, 1841-ben ugyanitt a technikai intézeten a matematika és a gyakorlati geometria tanára volt. Bányatanácsossá nevezték ki, s 1847. október 23-ától a selmeci magyar királyi bányász-akadémián a mennyiségtant, természettant és erőműtant adta elő 1849-ig. 1850-ben Bécsbe ment, ahol a műegyetemen a fizika tanára és 1851-ben a fizikai intézet igazgatója volt.
Főképp fizikával és csillagászattal foglalkozott. Fő felfedezése az 1840-es évek elején a hanghullámok terjedését vizsgálva kimutatott és később róla elnevezett Doppler-effektus, amely szerint ha a hullámok forrása hozzánk közeledik, a hullámok hosszát az álló hullámforrás által kibocsátottaknál rövidebbnek, a távolodó forrás hullámaiét pedig hosszabbnak és ennek megfelelően a hangot magasabbnak, illetve mélyebbnek érzékeljük.
Felismerte, hogy ez a szabályszerűség a fényre is érvényes:
„Ha egy fénylő tárgy… a fény sebességéhez képest számba jöhető sebességgel közvetlenül közeledik a megfigyelőhöz vagy távolodik tőle, akkor ennek a mozgásnak feltétlenül a fény… színének a megváltozása a következménye.”
A felfedezők szokásos hibájába esve azonban túl sok tényt próbált megmagyarázni ezzel az egyetlen jelenséggel. Így például úgy vélte, hogy minden csillag fénye fehér, és csak azért látjuk őket kéknek, illetve sárga-vörösnek, mert közelednek hozzánk, illetve távolodnak tőlünk.

## Munkái
- Versuch einer analytischen Behandlung beliebig begränzter und zusammengesetzter Linien, Flächen und Körper – Prag, 1839
- Über das farbige Licht der Doppelsterne – Prága, 1842, a Doppler-effektus leírásával
- Versuch einer Erweiterung der analytischen Geometrie, auf Grundlage eines neu einzuführenden Allgorithmus – Prága, 1843
- Arithmetik und Algebra. Mit besonderer Rücksicht auf die Bedürfnisse des praktischen Lebens und der technischen Wissensehaften – Prága, 1844
- Optisches Diastomometer usw – Prága, 1845
- Allgemeiner Beweis, dass dieselben Factoren in beliebiger Ordnung multiplicirt, stets dasselbe Product geben – Prága, 1845
- Über eine wesentliche Verbesserung der katoptrischen Mikroskope – Prága, 1845
- Beitrage zur Fixsternkunde – Prága, 1846
- Versuch einer systematischen Klassifikation der Farben – Prága, 1848